# La Tana dei Goblin
La Tana dei Goblin è un'associazione che raggruppa una serie di associazioni ludiche non a scopo di lucro che ha l'obiettivo di diffondere e condividere informazioni sui giochi da tavolo, di carte, di ruolo e di altro genere, facilitando i contatti fra giocatori e le occasioni per riunirsi e giocare assieme, grazie anche alla collaborazione con altre associazioni e la partecipazione a vari eventi.
L'associazione conta circa 3.000 tesserati e 40 associazioni affiliate (anno 2022) ed è considerata come diffusione la più importante in Italia.

## Storia
Il gruppo è originariamente nato nel 1997 ad opera di tre fondatori (Guido Ceccarelli, Silvio de Pecher, Valerio Salvi) ed ha operato per circa sette anni come entità amatoriale, diventando un'associazione che conta iscritti in tutta Italia nel 2004 e quindi fondazione nel 2007 e di nuovo associazione grazie al prezioso contributo di tutti i suoi membri.
La Tana dei Goblin collabora nell'organizzazione e nella realizzazione di eventi ludici come Play  (già  ModCon), VerCon, Ludika, GiocaRoma, LudiCampania, VeneziaCOmics EmpoliGames ed altri ancora, durante i quali i membri del gruppo sono a disposizione dei partecipanti per spiegare i giochi e farli provare. La Tana dei Goblin collabora anche con alcune case produttrici e distributrici di giochi per la sistemazione della versione italiana di alcuni giochi e per tradurne i regolamenti.
Le associazioni si occupano anche di organizzare e promuovere sistematicamente pomeriggi di gioco e incontro e anche vere e proprie convention. Il gruppo si occupa anche di recensire i nuovi giochi, provandoli e valutandoli. Tutte le recensioni, gli annunci dei vari avvenimenti ludici, tutto il materiale e qualsiasi informazione riguardante l'ambito ludico sono riportate sul sito internet dell'associazione, che ospita anche una vasta community di appassionati di questi giochi.
Insieme al Club TreEmme di Modena, la Fondazione ha istituito, dal 2006, il premio "Ludoteca Ideale" (attivo fino al 2014) che ogni anno selezionava e premi ai migliori giochi prodotti in lingua italiana.
Dal 2006 patrocina gli Italian Masters, i campionati nazionali di gioco da tavolo che garantiscono la qualifica ad Essen per gli European Masters, gli Europei a numero ristretto.
Dal 2015 ha istituito il premio "Goblin Magnifico" che, attraverso una giuria di esperti anche esterni all'organizzazione, premia il miglior gioco da tavolo per appassionati.
È anche l'unica associazione ad affiancare le maggiori case editrici europee  esprimendo abitualmente un giurato nel Premio Archimede.
Il suo sito ha anche una banca date organizzata della maggior parte dei giochi da tavolo pubblicati in lingua italiana
I contenuti del sito dell'associazione La Tana dei Goblin sono utilizzabili con la La licenza è  Creative Commons 2.5: Attribuzione - Non Commerciale - Condividi allo stesso modo.